# Opción Sónica
Opción Sónica fue un sello discográfico y distribuidora de discos mexicano que funcionó entre los años 1987 y 2003. Se dedicó a la edición de géneros como el rock en sus más diversos subgéneros y fusiones así como el jazz, la experimentación, la música de concierto y otros afines con el fin dar cabida a artistas y bandas independientes, es decir, que no estaban firmados por los sellos mundiales y populares.

## Historia
El sello fue fundado por Edmundo Navas, melómano y coleccionista de discos en el año 1987 en la Ciudad de México, como una extensión del sello Grabaciones Lejos del Paraíso con el fin de que proyectos musicales que eran descartados por sellos internacionales por sus propuestas de vanguardia pudieran tener grabaciones y popularizarse dentro y fuera de México. Del mismo modo, el sello reeditaba discos independientes producidos fuera de ese país para hacerlos circular en México. Una buena cantidad de producciones del sello fueron publicadas en formato casete.
Opción Sónica dio cabida a producciones iniciales de grupos que articularon diversas corrientes para el rock de México como el reggae, el rock gótico, el rock surf y diversos artistas que posteriormente integraron el Nortec Collective.

## Artistas y bandas del sello
Algunos de los artistas y bandas grabadas por el sello fueron:
- Antidoping
- Artefakto
- Cuarteto Latinoamericano
- Demian Bichir
- Hocico
- Iraida Noriega
- Julio Revueltas
- Jaime López y José Manuel Aguilera (Odio fonky: tomas de buró)
- Jaramar Soto
- La Barranca (El fuego de la noche)
- La Matatena Royal Club
- Lila Downs
- Limbo Zamba
- La perra
- LLT
- Los Esquizitos
- Lost Acapulco
- Magos Herrera
- Nine Rain
- Oxomaxoma
- Riesgo de Contagio
- Salón Victoria
- Sangre Asteka
- Sr. González (Rafael González Villegas)
- Susana Zabaleta
- Helicon
- Eugenia León
- Mass Terror
- Autopsia
- Limbo Zamba
- Cita Y Sus Muñecas Rotas
- La Función De Repulsa
- Los Humanos
- Los Skarnales
- Nana Pancha (hasta 2003)
- La Tremenda Korte
- Sonora Skandalera
- Oxomaxoma
- Ansia
- La Concepción de la Luna
- Gula
- La Candelaria (banda)
- Escarbarme
- El Clan (hasta 2002)
- Nine Rain
- José Navarro
- José Fors
- Dr. Fanatik
- Aurora Y La Academia (desde 1998 hasta 2003)
- Zanate & Asociados
- Nortec Collective
- Las Animas
- Consumatum Est
- Cráneo De Jade
- Los garigoles
- Enrique Quezada